# گونزالو آبان
گونزالو آبان (انگلیسی: Gonzalo Abán؛ زادهٔ ۱۱ ژوئن ۱۹۸۷) بازیکن فوتبال اهل آرژانتین است که برای باشگاه سگوندا دیویزیون شیلی، در لیگ دسته سوم سن آنتونیو یونیدوس بازی می‌کند.
وی در تیم ملی فوتبال زیر ۲۰ سال آرژانتین بازی کرده است. آبان در سال ۲۰۰۷ در مسابقات قهرمانی جوانان آمریکای جنوبی در پاراگوئه برای تیم زیر ۲۰ سال آرژانتین یک گل به ثمر رساند.